# Ira Sachs
Ira Sachs (* 21. November 1965 in Memphis, Tennessee) ist ein US-amerikanischer Filmregisseur.

## Leben
Sachs studierte an der Yale University Literatur und Filmtheorie und schloss mit einem BA ab. Sein erstes Werk war der Kurzfilm Lady (1993).
Mit seinen Filmen The Delta (1996), Forty Shades of Blue (2005) und Married Life (2007) war er beim Sundance Film Festival vertreten.
In seinem Film Keep the Lights On (2012), der ebenfalls beim Sundance Film-Festival vertreten war, thematisierte Sachs seine Liebesbeziehung zu dem Literaturagenten Bill Clegg und dessen Crack-Abhängigkeit. Der Film gewann den Teddy Award der Berlinale 2012 in der Kategorie Spielfilm. Sein Film Little Men wurde im Rahmen der Berlinale 2016 in der Sektion Generation Kplus als Bester Spielfilm für den Gläsernen Bären nominiert.
Sachs ist mit dem Maler Boris Torres verheiratet und hat zwei Kinder.

## Filmografie (Auswahl)

### Als Regisseur
- 1996: The Delta
- 1996: Boy-Girl, Boy-Girl
- 2005: Forty Shades of Blue
- 2007: Married Life
- 2012: Keep the Lights On
- 2014: Liebe geht seltsame Wege (Love Is Strange)
- 2016: Little Men
- 2019: Frankie
- 2023: Passages (auch Drehbuch)
- 2025: Peter Hujar’s Day (auch Drehbuch)

### Als Darsteller
- 2014: Wie ich lernte, die Zahlen zu lieben

## Auszeichnungen
Gotham Award
- 2023: Nominierung als Bester Film (Passages)[2]